# Paracalliacinae
Paracalliacinae is een onderfamilie van kreeftachtigen uit de klasse van de Malacostraca (hogere kreeftachtigen).

## Geslacht
- Paracalliax de Saint Laurent, 1979